# Могила Баба
Могила Баба — меморіальний комплекс історії Німецько-радянської війни, присвячений вигнанню з Кривого Рогу німецьких загарбників. Розташований у селищі Шевченківське, Криворізького району Дніпропетровської області.
Комплекс являє собою курган заввишки 9 метрів, північний і північно-західний схили якого зриті окопами. На вершині кургану встановлена протитанкова гармата ЗІС-3. З кургану відкривається панорамний вид на північну частину Кривого Рогу, зокрема, на сучасний район Даманський. Меморіал знаходиться в 1,5 км від траси Софіївка — Терни. Біля комплексу розташовані села Кам'яне Поле, Орджонікідзе, Веселе Поле та Зелене Поле.

## Історія
Древній курган Могила Баба, повз якого свого часу проходило два чумацьких шляхи: Кізікерманський і З'єднувальний, під час Другої світової Війни, в період вигнання німців з Кривого Рогу, був німецькою укріпленою висотою 118 за контроль над якою вели кровопролитні бої бійці Червоної Армії. З жовтня 1943 року по лютий 1944 на висоті розміщувався командно-спостережний пункт 82-го Стрілецького корпусу.
Напис на табличці на вершині кургану: «Тут з жовтня 1943 року по лютий 1944 року розміщувався командно-спостережний пункт 82-го Стрілецького корпусу брав участь у визволенні Кривого Рогу від фашистів». Напис на кам'яній плиті біля основи кургану: «Тут насмерть билися з фашистами в кінці 1943 року воїни 82-го Стрілецького корпусу — герої битви за Кривий Ріг.»

## Галерея

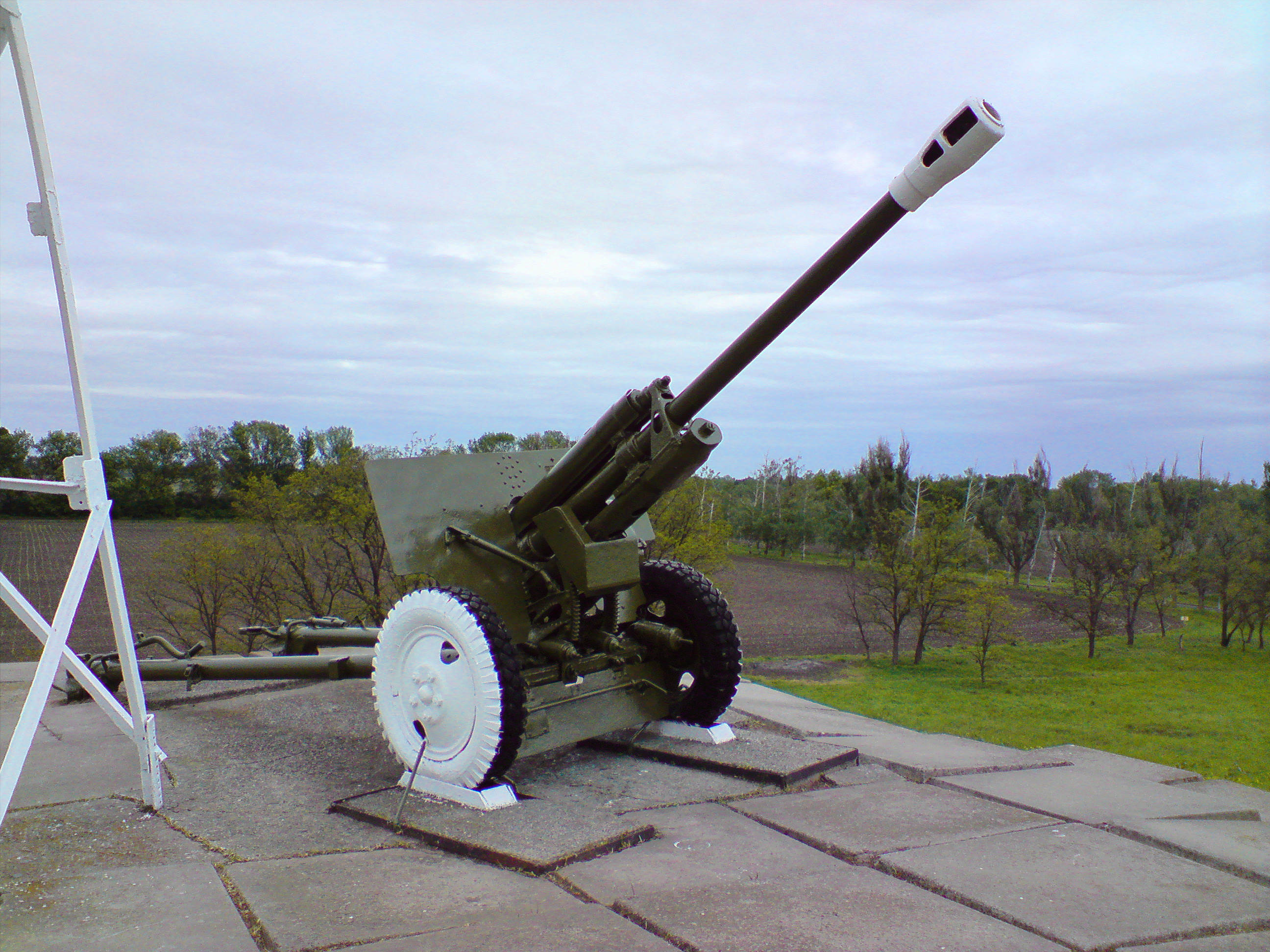
Гармата на кургані
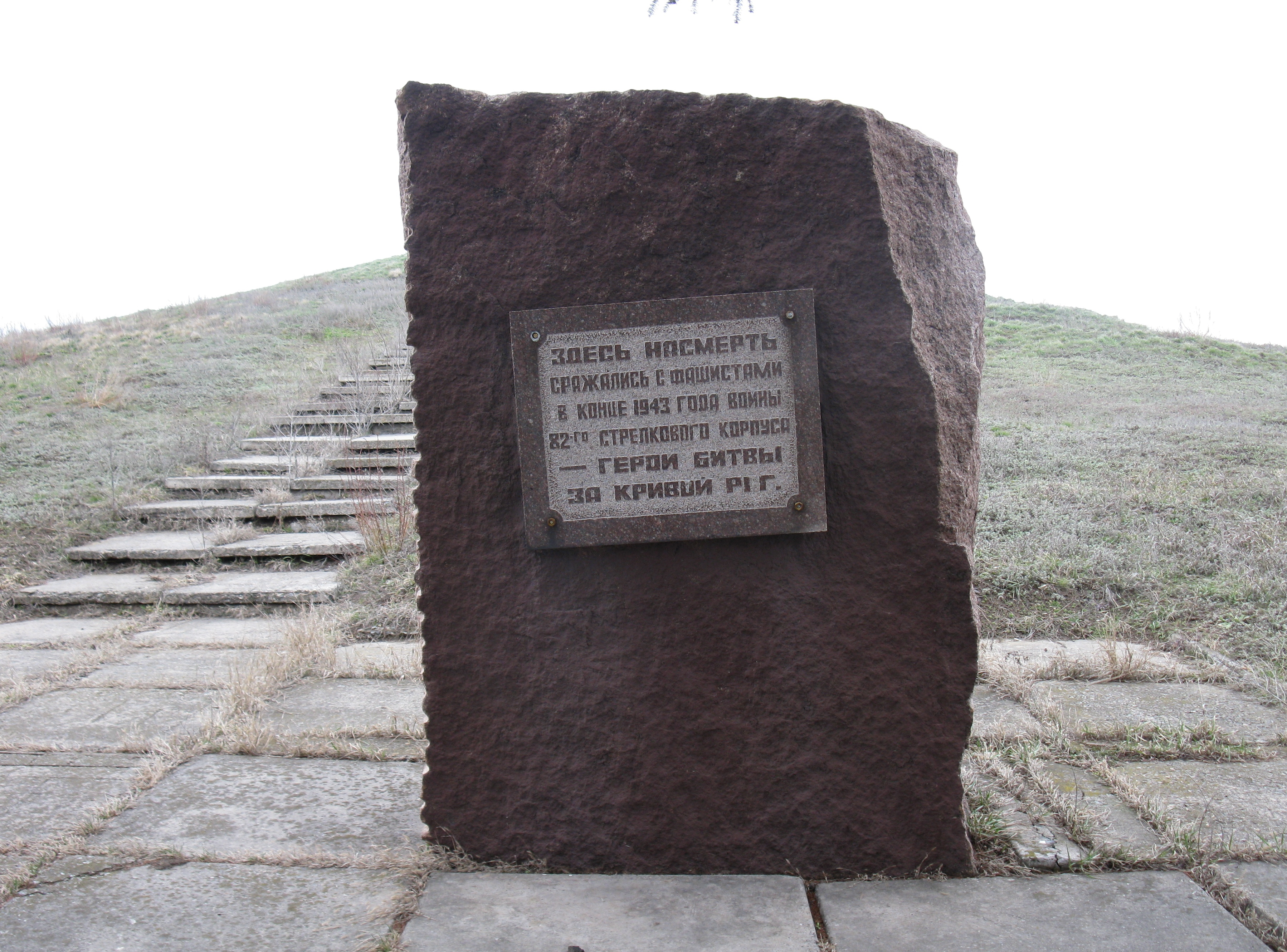
Брила з присвятою